# 兔子羅傑 (電子遊戲)
《兔子羅傑》是日本Kotobuki System所開發的動作方塊類型電玩遊戲，於1989年2月16日在日本地區FC磁碟機發售。本遊戲特色起用了迪士尼公司旗下正金石影業製作電影《誰陷害了兔子羅傑》的主要登場角色。同年9月在北美地區發售時，因為版權問題，將所有角色換成華納兄弟公司以兔巴哥為首的《樂一通》系列角色，並以以《兔巴哥的瘋狂城堡》（The Bugs Bunny Crazy Castle）的標題移植至任天堂娱乐系统（NES）家用遊戲機進行販售。
NES版發行半年之後，1989年9月5日，第一次移植至掌上型遊戲機Game Boy，並將標題改成《Mickey Mouse》在日本進行販售，與NES版不一樣的是，所有角色換成以米老鼠為首的華特迪士尼公司角色；後來在北美地區進行販售時，遊戲標題和登場角色跟前述的NES版相同。

## 遊戲解說
關卡數量總共有60關。是一款過關型的平面動作遊戲。玩家要操作兔子羅傑，將每一關散落在走廊、階梯及水管通道的必需品「愛心」找回（米老鼠版也是將愛心找回，兔巴哥版則是胡蘿蔔），全部找出來之後即可過關。每一顆愛心（胡蘿蔔）的得分是100點，過關之後同時會增加一條生命值。
每道關卡都會有敵軍角色進行徘徊，撞上的話立即失去一條生命值。玩家不能使用拳打腳踢進行攻擊，但可以使用舞台關卡中擺放的障礙物（出現的有木箱、保險箱、鐘錘等等）、飛拳道具擊倒敵軍角色。不能用跳躍閃躲，在沒有道具的狀況下只能從門上下樓梯間進出（GB版的地板下方有箭頭指示）或水管通道閃躲。此外用飛拳道具擊倒可額外獲得500點，推移障礙物有擊中時可獲得1000點。
本遊戲沒有儲存檔案功能，但是每一次過關會有提供通關密碼（使用英文和數字輸入），進入遊戲內容會有「Game Start」（從第一關開始）和「Password」（輸入通關密碼繼續上一次遊戲）兩種選項。

## 登場角色
本條項以NES遊戲機（兔巴哥版）／GB掌上機（米老鼠版）進行介紹：

### 主角
- 兔巴哥／米老鼠：遊戲主角，玩家使用角色，可以上下樓梯、爬水管通道進行移動。

### 敵方
總共有四個敵人。傻大貓的顏色以NES版本作介紹。
- 傻大貓／大野狼：在遊戲中總共有四隻變體，分別是一隻綠色、一隻粉紅色、兩隻銀灰色。
  - 綠色的傻大貓可以在地板或水管通道進行移動、會上下樓梯，可以從門或水管通道閃躲牠，找到主角所在位置前不會停下腳步。
  - 粉紅色的傻大貓只會在地板或水管通道進行移動、不會上下樓梯，可以從門或水管通道閃躲牠，短距離移動之後會停下腳步。
  - 銀灰的傻大貓只會在地板或水管通道進行移動、不會上下樓梯，但如果是在主角需要找回必需品的地方時會一直徘徊、不會停下腳步，因此很難抓住機會。
- 火爆山姆／皮特：不會上下樓梯或鑽進水管通道移動，一旦他走下階梯，就不會再爬階梯上樓，也不會停下腳步。
- 威利狼／（待查）：與火爆山姆相同，一旦牠走下階梯，就不會再爬階梯上樓，也不會停下腳步。
- 達菲鴨／大鳥：與火爆山姆、威利狼相同，一旦牠走下階梯，就不會再爬階梯上樓，但短距離移動之後會停下腳步。

## 移植作品
| 移植名稱                                     | 發售日期                               | 對應機種 | 製作商          | 發行商                                 | 媒體方式         | 型式                                   |
| -------------------------------------------- | -------------------------------------- | -------- | --------------- | -------------------------------------- | ---------------- | -------------------------------------- |
| - 日本： - 北美：The Bugs Bunny Crazy Castle | - 日本：1989年9月5日 - 北美：1990年3月 | Game Boy | Kotobuki System | - 日本：Kotobuki System - 北美：任天堂 | 512千比特ROM卡匣 | - 日本：Kotobuki System - 北美：任天堂 |
|                                              | - 日本：1997年12月9日                  | Game Boy | Kotobuki System | Kotobuki System                        | ROM卡帶          | DMG-AWBJ-JPN DMG-AWBJ-JPN-1            |

備註：Super Game Boy對應

### 重製版
Bugs Bunny精選輯
1997年以Game Boy形式在日本販售，內容是北美販售的兔巴哥角色版本。同時收錄了北美Game Boy版《The Bugs Bunny Crazy Castle》及續篇《The Bugs Bunny Crazy Castle II》。

## 評價
Family Computer版
- 根據電玩雜誌《Famicom通信》的「Gross Review」滿分40分中，給予總評分是23分[3]。

- 根據電玩雜誌《Family Computer Magazine（日语：ファミリーコンピュータMagazine）》進行「通信簿」讀者投票活動的結果總得票數是14.69分（滿分25分）[5]。

| 項目 | 角色 | 音樂 | 操作性 | 熱衷度 | 買得度 | 原創性 | 綜合  |
| 得分 | 3.25 | 2.89 | 2.96   | 3.78   | -      | 3.81   | 14.69 |

- 根據電玩雜誌給的評語是「在關卡上跑來跑去回收物品可以說充滿無窮無盡找尋的樂趣，但是羅傑在行動上缺乏了霸氣」[7]。

Game Boy版
- 根據電玩雜誌《Famicom通信》的「Gross Review」滿分40分中，給予總評分是21分[4]。

- 根據電玩雜誌《Family Computer Magazine》進行「通信簿」讀者投票活動的結果總得票數是19.20分（滿分25分）[1]。

| 項目 | 角色 | 音樂 | 操作性 | 熱衷度 | 買得度 | 原創性 | 綜合  |
| 得分 | 3.57 | 3.15 | 3.20   | 3.10   | 3.10   | 3.08   | 19.20 |

## 續篇
續篇則是以「Crazy Castle」系列的名稱持續推出，在日本地區至1990年代前半為止是起用米老鼠作遊戲的主角，北美地區版的遊戲主角則是使用華納兄弟，但大多以兔巴哥為中心。
《兔巴哥 Crazy Castle 2》的遊戲規則與前作不同的是，關卡總共有28關，玩家每一關要先蒐集到總共8支鑰匙，然後找到未開過的門才可以過關。最終關卡對付大魔王要用弓箭射擊3次，擊倒之後進入結局（米老鼠版的遊戲內容與規則也是一樣）。
曾販售過續篇遊戲有GB版《兔巴哥 Crazy Castle 3》、彩色GB版《兔巴哥 Crazy Castle 4》，以及GBA版《兔巴哥 Crazy Castle 5》。

## 外部連結
- 莫比游戏上的《兔子羅傑》（英文）